# Teicoplanin
Teicoplanin ist ein Antibiotikum aus der Gruppe der Glykopeptid-Antibiotika. Seine Wirkung geht auf die Blockade der bakteriellen Zellwandsynthese zurück, dieser Effekt ist bakterizid. Das Wirkungsspektrum erfasst vor allem grampositive Bakterien, darunter auch MRSA und Enterococcus faecalis.
Chemisch handelt es sich um ein Gemisch von Glykopeptiden, die von bestimmten Stämmen von Actinoplanes teichomyceticus sp. gebildet werden.

## Pharmakologische Eigenschaften
Die orale Bioverfügbarkeit von Teicoplanin ist sehr gering, es muss daher für die systemische Anwendung intravenös oder intramuskulär verabreicht werden. Bei Anwendung gegen Clostridioides difficile bei pseudomembranöser Colitis erfolgt die orale Gabe, da eine Resorption des Wirkstoffs nicht erwünscht ist, sondern die antibiotische Wirkung auf den Darm beschränkt bleiben soll.
Teicoplanin wird nicht metabolisiert und überwiegend renal eliminiert. Die biologische Halbwertszeit liegt bei circa 150 Stunden (100 bis 170 Stunden).
Natürlicherweise resistent sind Gram-negative Bakterien, Chlamydia- und Chlamydophila-Arten, Legionella pneumophila und Mycoplasmen.

## Chemische Eigenschaften
Teicoplanin wird durch Fermentation gewonnen. Es ist ein gelbliches, amorphes Pulver. Die sechs Hauptkomponenten sind Teicoplanin A2-1 bis A2-5 und Teicoplanin A3-1. Zusätzlich sind deutlich vier Nebenkomponenten im Chromatogramm identifizierbar: Teicoplanin RS-1 bis RS-4.
Allen Teicoplaninen gemeinsam ist das Glycopeptid-Gerüst (Kern, engl.: Core), einem Tetrazyklus aus sieben Aminosäuren (fünf Phenylglycin- und zwei Tyrosin-Derivate, mit einem glycosidisch gebundenen D-Glucosamin und einer glycosidischen Mannose (Teicoplanin A3-1)). Die weiteren Komponenten enthalten eine dritte glycosidische D-Glucosaminkomponente und unterschieden sich durch die N-Substition des dritten D-Glucosamin-Restes mit verschiedenen Fettsäuren.
In pharmazeutischen Qualitäten macht den größten Anteil das Teicoplanin A2-2 mit 35,0 bis 55,0 Prozent aus. Die Teicoplanine ähneln strukturell dem Vancomycin.
|                             |                     |                     |                     |                     |                     |                |
| Teicoplanin                 | A2-1                | A2-2                | A2-3                | A2-4                | A2-5                | A3-1           |
| Seitenkettenfettsäure       | (Z)-4-Decansäure    | 8-Methylnonansäure  | n-Decansäure        | 8-Methyldecansäure  | 9-Methylnonansäure  | entfällt       |
| CAS-Nummer                  | 91032-34-7          | 91032-26-7          | 91032-36-9          | 91032-37-0          | 91032-38-1          | 93616-27-4     |
| Summenformel                | C88H95Cl2N9O33      | C88H97Cl2N9O33      | C88H97Cl2N9O33      | C89H99Cl2N9O33      | C89H99Cl2N9O33      | C72H68Cl2N8O28 |
| Molare Masse                | 1878 g·mol−1        | 1880 g·mol−1        | 1880 g·mol−1        | 1894 g·mol−1        | 1894 g·mol−1        | 1564 g·mol−1   |
| UNII                        | 36DYU0VKRK          | 9V7Z6HDK93          | 6LN24Z7AMM          | 83Q83MG55O          | 55234TX04D          | SR8H9JSC9D     |
| Prozentgehalt nach Ph. Eur. | Max. 20,0 % 1       | 35,0 bis 55,0 %     | Max. 20,0 % 2       | Max. 20,0 %         | Max. 20,0 % 3       |                |
| Prozentgehalt nach Ph. Eur. | Mindestens 80,0 % 4 | Mindestens 80,0 % 4 | Mindestens 80,0 % 4 | Mindestens 80,0 % 4 | Mindestens 80,0 % 4 | Max. 15,0 % 5  |

## Verwendung
Teicoplanin ist angezeigt zur parenteralen Behandlung von schweren Infektionen mit Staphylokokken oder Enterokokken, etwa komplizierten Haut- und Weichteilinfektionen, Knochen- und Gelenkinfektionen, nosokomialen und ambulant erworbenen Pneumonien, komplizierten Harnwegsinfektionen, infektiöser Endokarditis und Peritonitis.
Teicoplanin ist ferner angezeigt zur oralen Anwendung als Alternativbehandlung von Diarrhö und Kolitis, die durch Infektion mit Clostridium difficile verursacht sind.
Unter den Nebenwirkungen ist die Ototoxizität schwerwiegend, die dosisabhängig auftritt. Weiterhin wurde das Auftreten von Nierenschädigungen, Thrombozytopenie und Hautreaktionen (Red-man-Syndrom) beobachtet.